# Wiljam Sarjala
 Vihtori Wiljam Sarjala  (né Sulo le 18 décembre 1901 à Laitila et mort le 6 mai 1977 à Espoo) est un homme politique finlandais,,. 

## Biographie
Wiljam Sarjala est contremaître agricole à Lohja en 1925, conseiller agricole à Kangasniemi de 1928 à 1941, conseiller régional à Kangasniemi de 1941 à 1948 et trésorier du fonds de prêts  pour le logement de Kangasniemi de 1934 à 1952.
Wiljam Sarjala est député de la circonscription de Mikkeli du 22 juillet 1948 au 22 mars 1970.
Il est électeur présidentiel aux élections présidentielles finlandaises de 1950, 1956, 1962 et 1968.
Wiljam Sarjala est vice-ministre des Finances du gouvernement Sukselainen I (27.05.1957–01.07.1957) et ministre des Transports et des Travaux publics du gouvernement Sukselainen I Sukselainen I (02.07.1957–28.11.1957).
Il est aussi ministre des Finances des gouvernements Sukselainen I (13.01.1959–13.07.1961) et Miettunen I (14.07.1961–12.04.1962).